# Frances M. López-Morillas
Frances López-Morillas, nombre de nacimiento Frances Elinor Mapes ( Fulton (Misuri), 3 de septiembre de 1918 – 6 de noviembre de 2018) fue una traductora de español a inglés de nacionalidad estadounidense.

## Biografía
López-Morillas nació en Fulton (Misuri) pero creció en Iowa City (Iowa), hija de Erwin Kempton Mapes, quien también fue un destacado estudioso de la literatura en lengua española.
Se casó con el notorio académico hispanista Juan López-Morillas de 1937 hasta la muerte de éste en 1997. Fue la traductora al inglés de 23 libros de insignes autores hispanos como Pérez Galdós, Camilo José Cela, Miguel Delibes o Jorge Luis Borges. Dio clases en la Wheeler School en Providence (Rhode Island), donde murió con  más de 100 años.

## Traducciones
- Camilo José Cela, Journey to the Alcarria: Travels through the Spanish Countryside, 1964
- J. Marias, Miguel de Unamuno, 1966
- J.V. Vives, An Economic History of Spain, 1969
- Javier Marias, Jose Ortega y Gasset: Circumstance and Vocation, 1970
- Spain in the Fifteenth Century, ed. de R. Highfield, 1972
- A. Boulton, Cruz Diez, 1974
- A. Boulton, Soto, 1974
- A. de Orsua y Vela, Tales of Potosi, 1975
- A. Boulton, Art in Aboriginal Venezuelan Ceramics, 1978
- J. Lopez-Morillas, The Krausist Movement and Ideological Change in Spain, 1981
- Fernando Savater, Childhood Regained, 1981
- M. Delibes, The Hedge, 1983
- Jorge Luis Borges, Nine Essays on Dante, 1984
- Benito Pérez Galdós, Torquemada, 1986
- M. Delibes, Five Hours with Mario, 1988
- Carmen Martín Gaite, Behind the Curtains, 1990
- Miguel Delibes, The Stuff of Heroes, 1990
- Javier Marías, Understanding Spain, 1990
- L. Weckmann, The Medieval Heritage of Mexico, 1992
- Álvar Núñez Cabeza de Vaca, Castaways: The Narrative of Alvar Nunez Cabeza de Vaca, editado de E. Pupo-Walker, 1993
- Escritos seleccionados de Andres Bello, ed. de I. Jaksic, 1997
- J. de Acosta, Natural and Moral History of the Indies (1590), 2002